# NGC 2238
NGC 2238 é uma nebulosa na direção da constelação de Monoceros. O objeto foi descoberto pelo astrônomo Albert Marth em 1864, usando um telescópio refletor com abertura de 48 polegadas. 